# Pešta
Pešta (mađarski: Pest, slovački: Pešť) je bio grad u Mađarskoj koji se širenjem 1873. spojio s Budimom i tako je nastala Budimpešta. Pešta se nalazila istočno od Budima, na lijevoj obali rijeke Dunav koja je razdvajala ova dva grada. Površinski Pešta je stvorila dvije trećine Budimpešte. Mostovi koji danas spajaju Budim i Peštu spadaju u najljepše mostove Europe.
Pešta je stoljećima bila i politički i kulturni centar Mađarske. Također Pešta je bila glavni grad Ugarske (Mađarske).

## Vanjske poveznice

### Sestrinski projekti
|  | Zajednički poslužitelj ima još gradiva o temi Pešta |

### Mrežna mjesta
- LZMK / Hrvatska enciklopedija: Budimpešta
- LZMK / Proleksis enciklopedija: Budimpešta